# Прогрес МС-07
Прогрес МС-07 (№ 437, за класифікацією НАСА Progress 68 або 68P) — 160-й з 1978 року космічний вантажний корабель серії Прогрес, запущений держкорпорацією Роскосмос для 68-ї доставки вантажів до Міжнародної космічної станції (МКС).

## Запуск
Космічну вантажівку «Прогрес МС-07» планувалося запустити 12 жовтня 2017 року із космодрому Байконур за допомогою ракети-носія Союз-2.1а.
Запуск вантажного корабля «Прогрес МС-07» виконано 14 жовтня в 11:47 мск.
Передбачалося вперше використовувати двовитковую схему польоту, що займає всього лише три години, однак після перенесення старту на 14 жовтня в результаті використовувалася дводенна схема. Тільки після аналізу польоту Прогресу за скороченою схемою буде прийнято рішення про запуск пілотованого Союзу. Перенесення запуску було викликане збоєм в електронному обладнанні корабля.

## Стикування
Транспортний вантажний корабель пристикувався 16 жовтня 2017 року о 14 год. 04 хв. МСК до надирного стикувального вузла модуля Пірс (СО1) російського службового модуля «Зірка». Зближення з МКС проходило за дводобовою схемою. Стиковка виконувалася в автоматичному режимі.

## Вантаж
Космічний вантажний корабель «Прогрес МС-07» доставив на МКС 2549 кг вантажу, у тому числі 165 кг посилок екіпажу, 303 кг продовольства, 197 кг засобів гігієни та медикаментів, 700 кг палива, 47 кг кисню і повітря, 420 кг води, а також 577 кг різноманітного обладнання для оснащення і технічного обслуговування російського сегмента.